# Seznam rastlinskih drog
Seznam rastlinskih drog :

## A
- Aconiti tuber (gomolj preobjede) - preobjeda (Aconitum napellus)
- Aloe Barbadensis - aloja z Barbadosa
- Altaeae radix (korenina sleza) - navadni slez (Althea officinalis)
- Anisi fructus (plod janeža) - vrtni janež, koromač (Pimpinella anisum)
- Absinthii herba (zel pelina) - pravi pelin (Arthemisia absinthium)
- Alii sativi bulbus (čebulica česna) - česen (Allium sativum)

## C
- Centaurii herba (zel tavžentrože) - navadna tavžentroža (Centaurium erythraea)
- Cucurbitae semen (seme buče)- buča (Cucurbita pepo)
- Crataegi folium cum flores (listi in cvetovi gloga) - navadni glog (Crataegus laevigata), enovrati glog (Crataegus monogyna)